# Theodor Höpingk

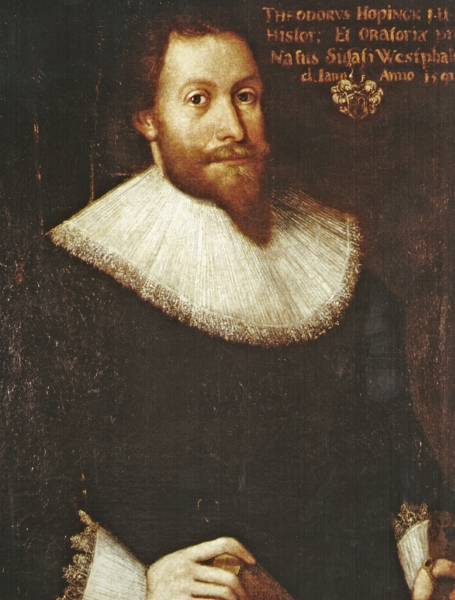
Theodor Höpingk in der Gießener Professorengalerie

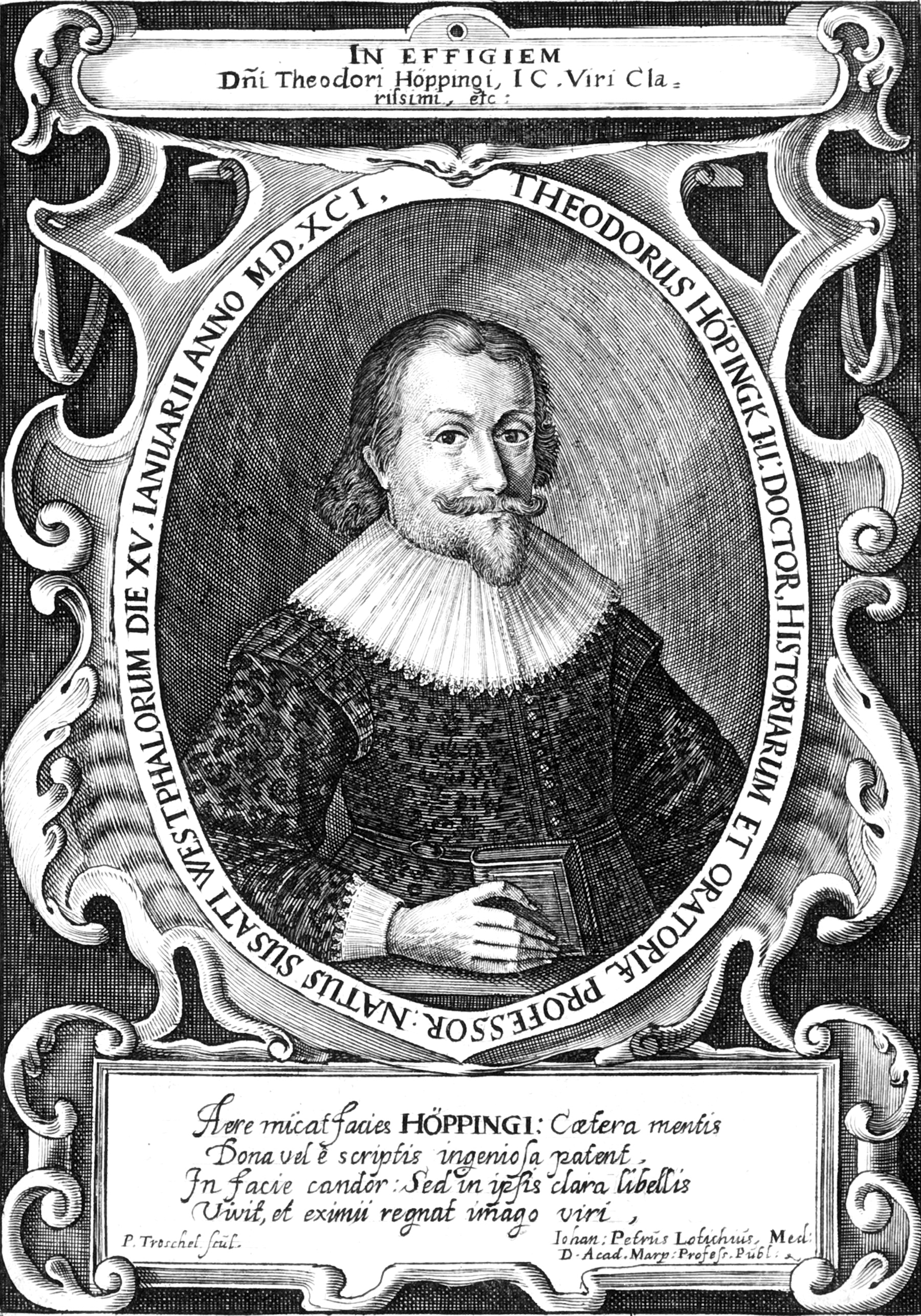
Theodor Höpingk

Theodor Höpingk auch: Hoeping; (* 1. Januar 1591 in Soest; † 7. März 1641 in Friedberg), war ein deutscher Historiker, Jurist und Heraldiker.

## Leben
Höpingk war der Sohn des Martin Höpingk. 1617 studierte er Rechte an der Universität Marburg. Vermutlich hat er nach dem Studium an der Universität Marburg am 6. September 1621 den akademischen Grad eines Doktors beider Rechte erworben. Am 20. Juni 1627 wurde er ordentlicher Professor der Geschichte und Rhetorik daselbst. In Marburg wurde er 1632 Rektor der Alma Mater und war 1633 Dekan der philosophischen Fakultät. 1635 arbeitete er in Frankfurt am Main und war darauf folgend als Syndikus im hessischen Friedberg tätig. Höping gilt als der erste Autor, der ohne Einfluss ausländischer Quellen die sachliche Bestimmung des Begriffes „Wappen“ versuchte. Seine Vielseitigkeit zeigte sich in den Arbeiten als Historiker, Jurist und Heraldiker.

## Werke (Auswahl)
- Progr. acad. in obit. Joh. Goeddaei (sen.). Marburg 1632.
- Exercitatio hist. de IV Monarchiis. Marburg 1633.
- Panegyricus Herrm. Vultjo – cum acad. Marb. Quinquagenalia choro & thoro sacra solenniter celebraret, dicatus. Marburg 1634 (Leichenpredigt, digital.ub.uni-leipzig.de).
- Meditatio hist. de notis naturalibus genitivis & gentilitiiis, harum appellationes varias, originem, causas, genera, prout nunc gentibus, nunc singularibus Imperatorum, Regum, Principum & heroum personis, immo & integris familiis una cum certis quibusdam effectibus sunt pecauliaria, effectumque potestatem & usum cumprimis forensem, succincte & philologice exhibent: adjectis singulorum paragrphorum summis etc. Marburg 1635.
- Novissimo honori Henrici Hassiae Landgr. oratio. Marburg 1636.
- De Sigillorum Prisco Et Novo Iure Tractatus Practicus. Nürnberg 1642 (collections.thulb.uni-jena.de); Frankfurt am Main 1670.
- De Insignium Sive Armorum Prisco Et Novo Jure Tractatus Juridico-Historico-Philologicus.[3] Nürnberg 1642 (das wappenrechtliche Werk war bereits 1639 vollendet).[4]
- Consilia sive Responsa juris. Frankfurt am Main 1654 (Postum).